# Aulella
Der Aulella ist ein Fluss mit 34 km Länge in Italien in der Region Toskana. Er durchläuft die Landschaft Lunigiana in der Provinz Massa-Carrara von Ost nach West.

## Verlauf
Der Aulella entspringt im äußersten Nordosten des Gemeindegebietes von Casola in Lunigiana im Parco Nazionale Appennino Tosco-Emiliano südlich der Alpe di Mommio. Er durchfließt zunächst den Ortsteil Regnano-Castello (680 m) und passiert den Ortsteil Montefiore (500 m). Weiter Richtung Südwesten fließend erreicht er den Hauptort Casola in Lunigiana (328 m), wo von links der Tassonaro eintritt. Nach Codiponte (255 m) verlässt er das Gemeindegebiet von Casola in Lunigiana nach insgesamt 14 km und tritt in das von Fivizzano ein. Zunächst fließt bei Gragnola von Süden der Lucido zu, dann bei Soliera von Norden der Torrente Rosaro zu (23 km Gesamtlänge).
Nach Rometta (116 m) verlässt er die Gemeinde Fivizzano nach insgesamt 12 km und fließt nach Aulla, wo er zuerst auf den Ortsteil Serricciolo (96 m) trifft, wo von rechts der Torrente Arcinasso (10 km Gesamtlänge) einfließt. Danach fließt der Aulella nach Pallerone (72 m). Kurz vor Aulla tritt von links der Torrente Bardine (10 km Gesamtlänge) ein. Kurz südlich des Zentrums von Aulla tritt der Aulella nach 8 km im Gemeindegebiet als linker Nebenfluss dem Magra bei.

## Bilder

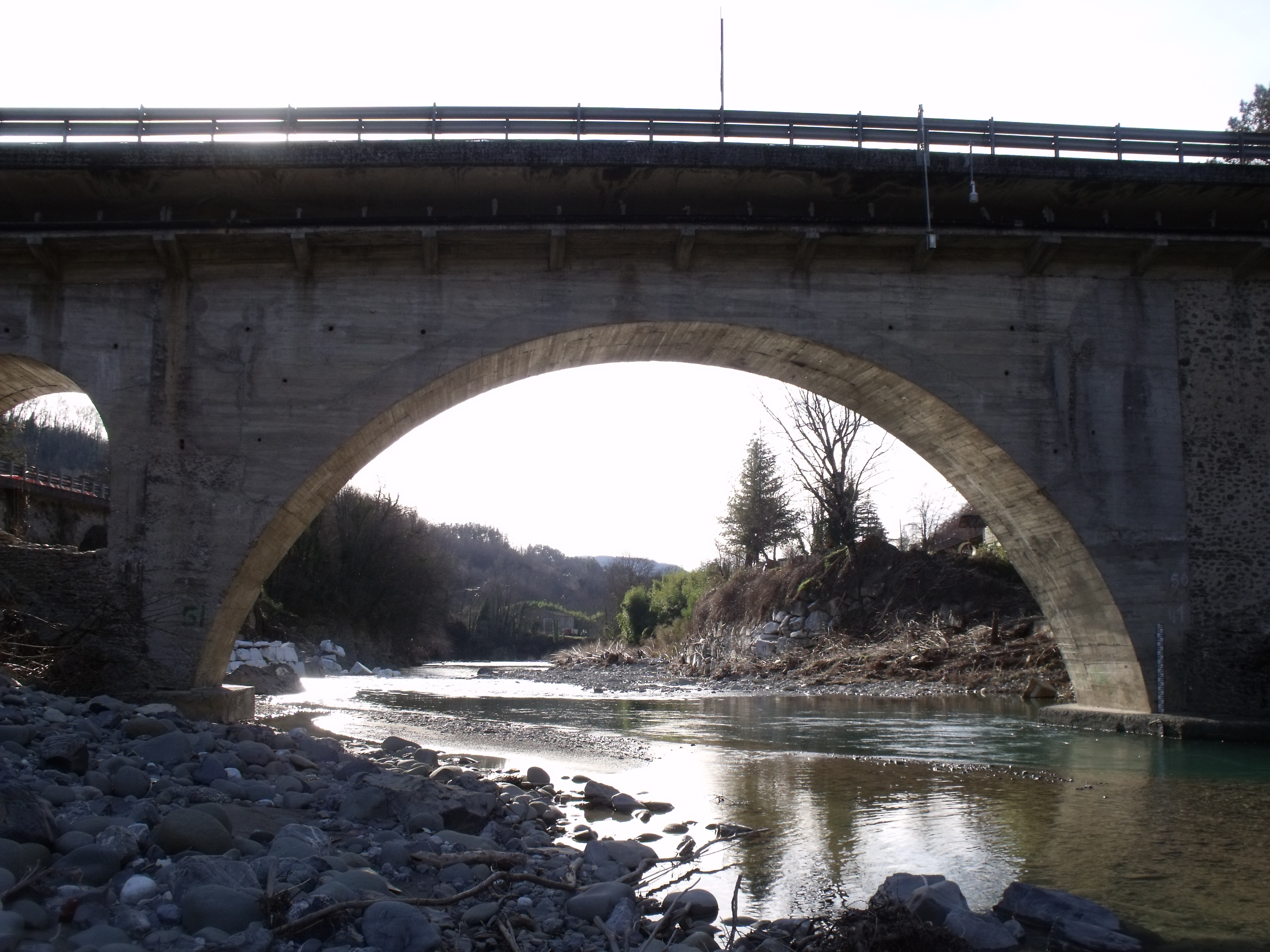
Der Aulella bei Stazione di Fivizzano zwischen Rometta und Soliera
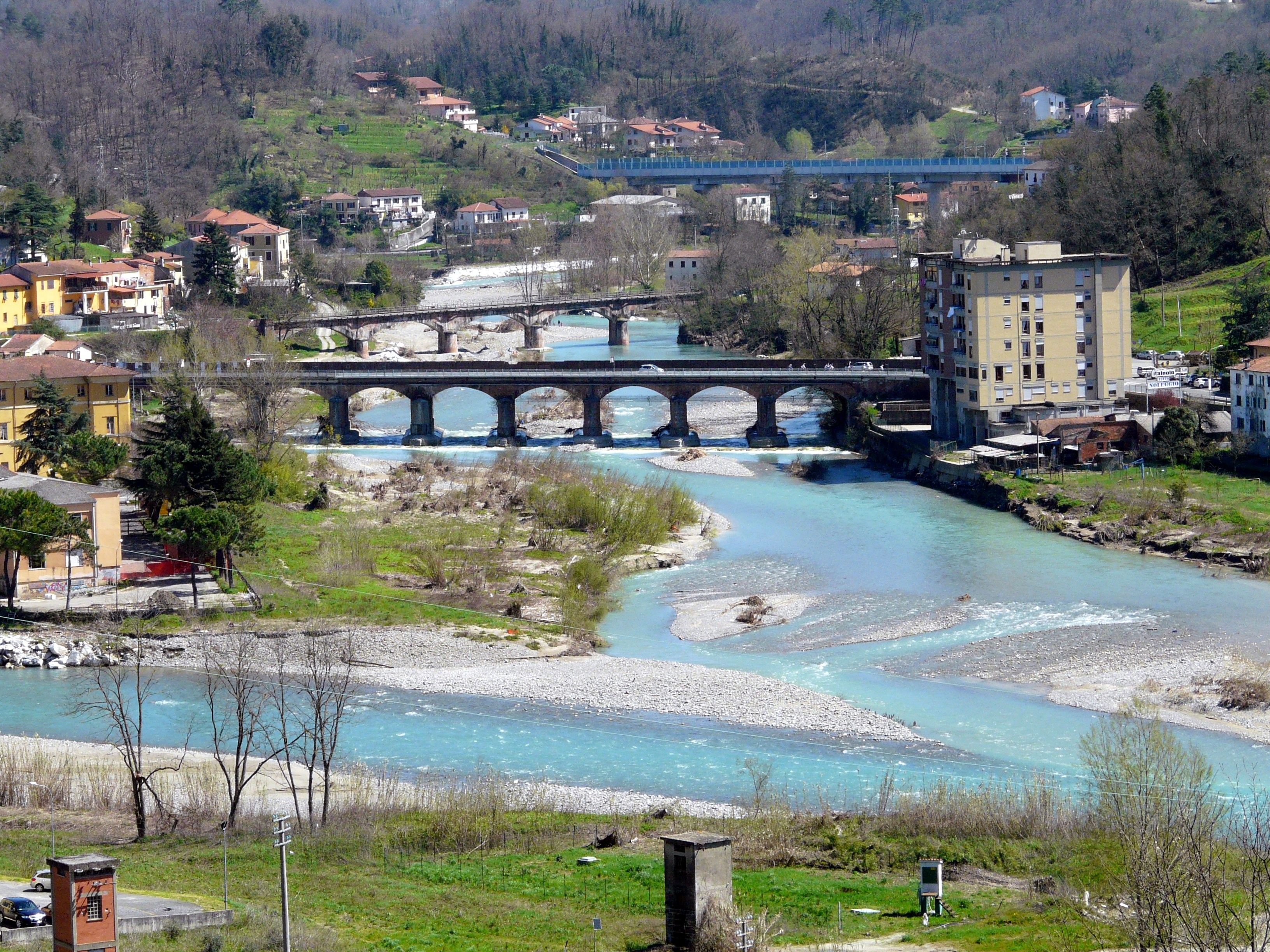
Der Aulella (oben) fließt in den Magra